# 拉塞尔·威廉姆斯二世
拉塞尔·威廉姆斯二世（英語：Russell Williams II，1952年10月14日—）是一位美国现场混音师。他曾在1989年至1990年因光荣战役和与狼共舞连续两年赢得奥斯卡最佳音响效果奖。自1976年起他参与50部以上的电影。他是华盛顿哥伦比亚特区美利坚大学传播学院的全职教授和杰出艺术家。

## 精选影视作品
- 光荣战役 (1989)[3]
- 与狼共舞 (1990)[2]
- 梦幻之地 (1989)
- 训练日 (2001)